# Fietsallee am Nordkanal
Die Fietsallee am Nordkanal ist ein etwa 100 km langer Radweg am Nordkanal in der niederländisch-deutschen Grenzregion. Sie verbindet die beiden Flüsse Rhein und Maas und orientiert sich am historischen Verlauf des Nordkanals. Sie entstand zur Euroga 2002 und wurde zur Radroute des Jahres 2009 in Nordrhein-Westfalen gewählt.
Besonders hervorzuheben ist die Euroga-Erlebnisbrücke bei Kilometer 19,3. Hier können Menschen und Fahrräder mit Muskelkraft über die Niers, die der Nordkanal an dieser Stelle gekreuzt hätte, übergesetzt werden. (Lage)

## Routenmarkierung
Die Route ist auf deutscher Seite durch Wegweiser markiert; außerdem durch eine helltürkisfarbene Linie am Boden, die wie ein Maßband alle 10 Meter durch einen Strich, alle 50 Meter durch eine vergrößerte Markierung unterteilt ist, die das Wasser des Kanals repräsentieren sollen. Alternativ dazu wurden gleichfarbige Stelen in 10- bzw. 50-m-Abständen am Wegrand aufgestellt oder an Laternenmasten aufgehängt. Durch die Markierung gewinnt man den Eindruck eines überdimensionalen Maßbandes.
Neben den türkisfarbenen Markierungen finden sich an besonderen Stellen rot-weiß-gestreifte Stelen, die auf den geplanten Kanalverlauf und die damit verbundenen Ingenieurleistungen beim Kanalbau erinnern sollen. Die rot-weißen Stelen sollen dabei an Vermessungsstäbe erinnern.
In den Niederlanden sind keine besonderen Wegweiser vorhanden; die helltürkisfarbenen Stelen sind nur im Abstand von 50 m aufgestellt. In der Innenstadt von Venlo und somit auf dem letzten Teilstück der Route bis zur Maas sind Miniaturstelen an den Laternenmasten angebracht.

## Infopunkte
Entlang des Weges gibt es Infopunkte, die die Bedeutung, Funktionsweise und Geschichte des Nordkanals erläutern.
| km   | Ort                                |
| ---- | ---------------------------------- |
| 0,0  | Neuss-Sporthafen                   |
| 2,3  | Neuss, Epanchoir                   |
| 11,0 | Kaarst, Bf. Kaarster See           |
| 15,3 | Willich, Büttgerwald               |
| 17,3 | Willich, Im Eschert                |
| 19,3 | Willich, Erlebnisbrücke            |
| 20,4 | Mönchengladbach, Klärwerk          |
| 21,8 | Viersen-Donk                       |
| 24,9 | Viersen, Brückenwärterhaus         |
| 28,7 | Viersen-Süchteln                   |
| 37,5 | Grefrath                           |
| 39,5 | Nettetal, Durchbruchstal der Nette |
| 41,2 | Straelen-Herschel                  |
| 43,8 | Straelen, Schleuse Louisenburg     |
| 46,2 | Straelen-Herongen                  |

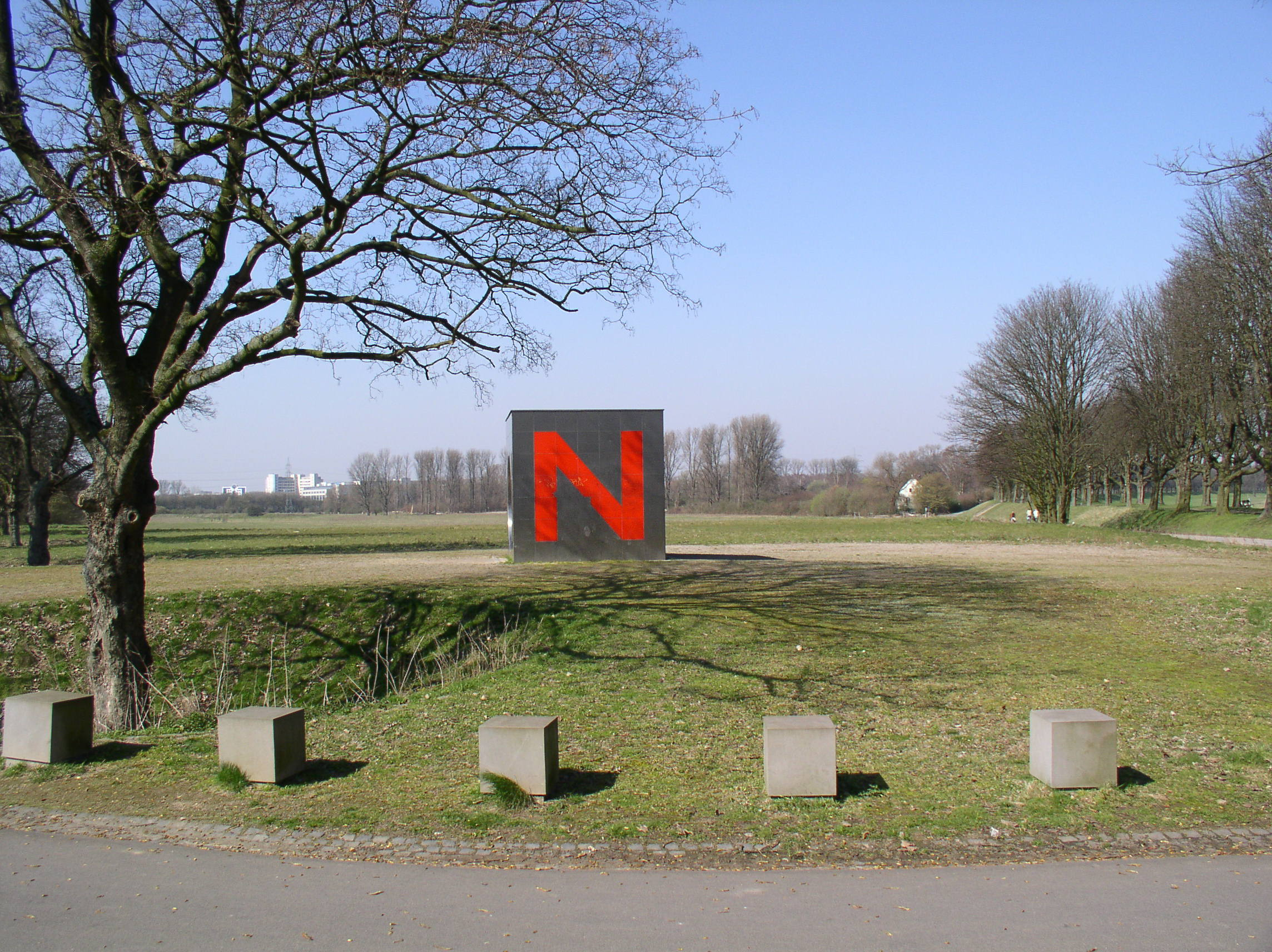
Beginn der Fietsallee in Neuss (km 0,0)
Wegmarkierung in Viersen
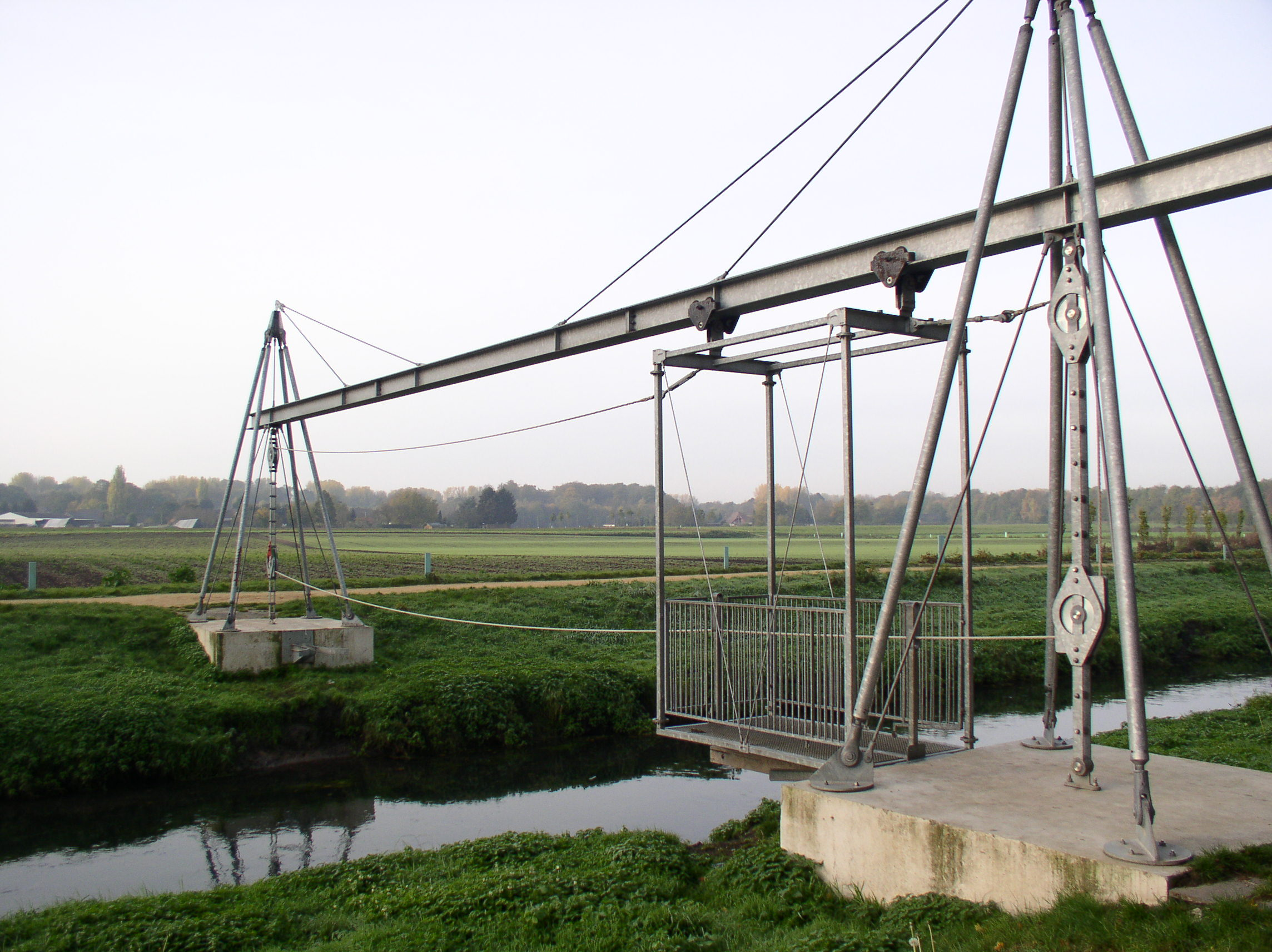
Euroga-Erlebnisbrücke über die Niers (km 19,3)

## Geocaches
Entlang der Fietsallee gibt es an 15 Stationen Geocaches, die bei einer Radtour entlang des Kanals Abwechslung bieten können.